# Renispora simae
Renispora simae is een microscopische parasiet uit de familie Alatasporidae. Renispora simae werd in 1996 beschreven door Kalavati, Longshaw & MacKenzie. 